# Stiftskirche Oberstenfeld

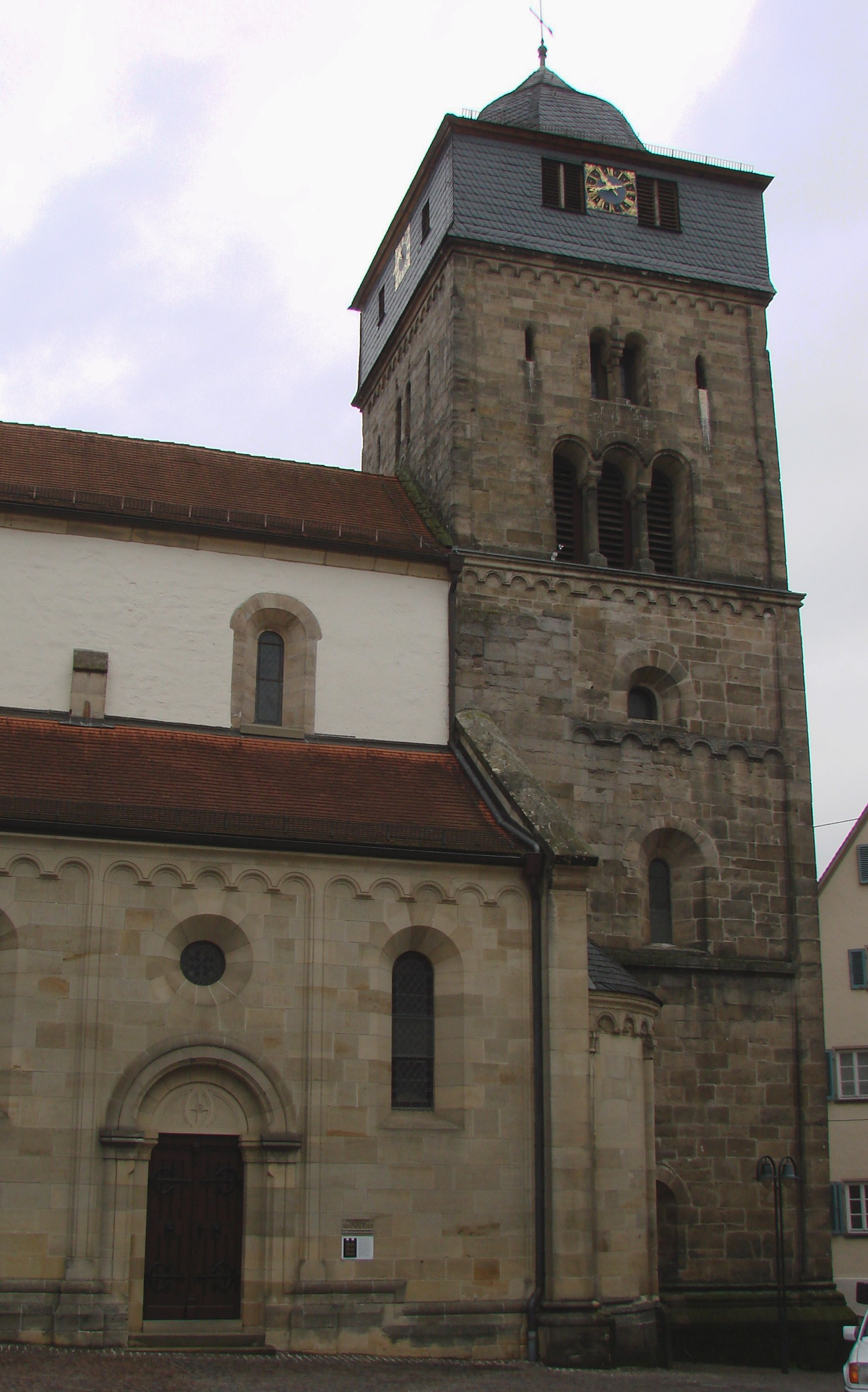
Stiftskirche St. Johannes der Täufer

 Die Stiftskirche St. Johannes der Täufer in Oberstenfeld ist eines der größeren romanischen Kirchenbauwerke in Südwestdeutschland.

## Geschichte

### Das mittelalterliche Stift

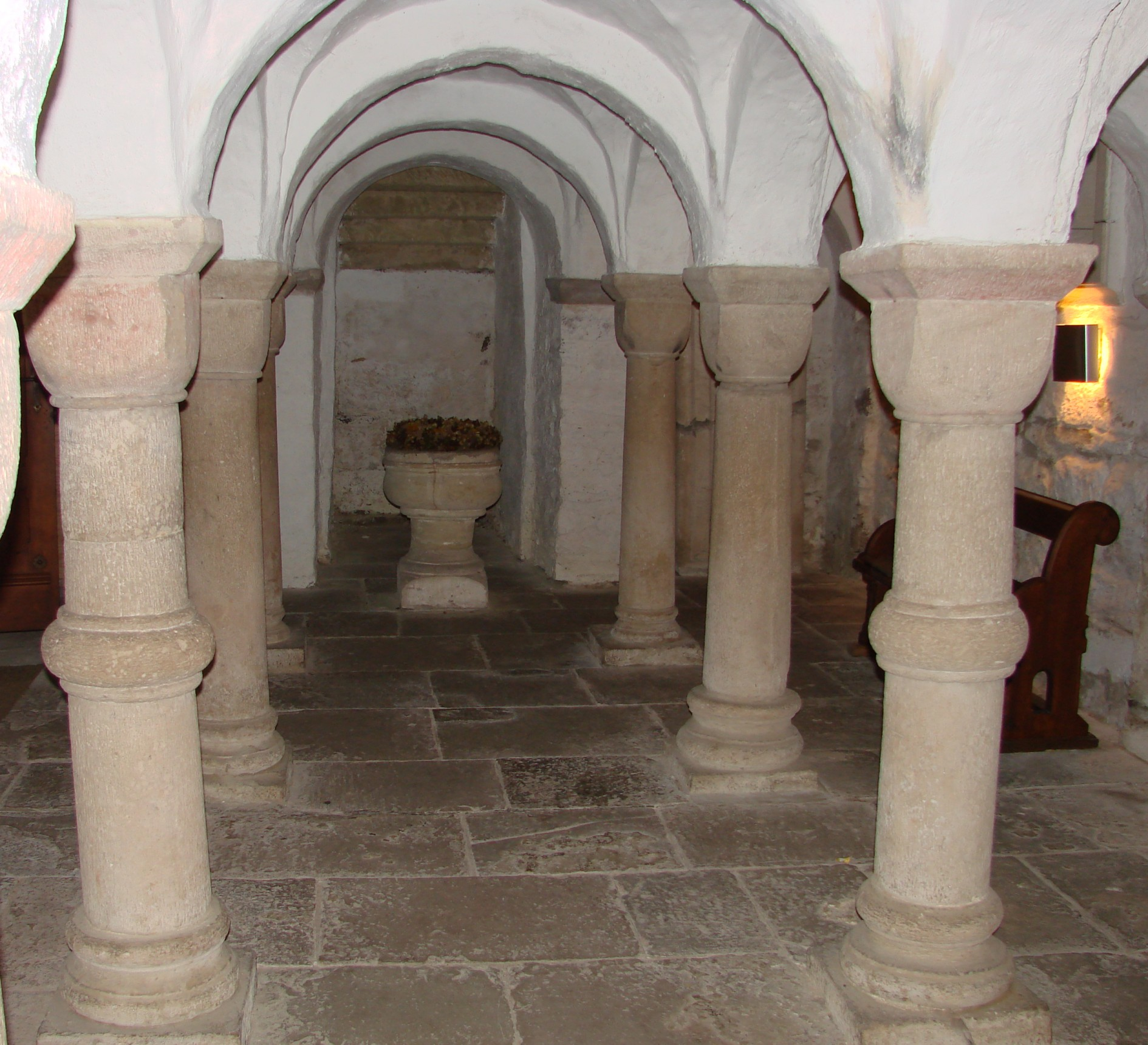
Die Säulenkrypta, der älteste Teil der Stiftskirche

Das Adelige Stift Oberstenfeld wird, einer um 1150 nachgefertigten Urkunde zufolge, im Jahre 1016 gegründet. Bei dieser Urkunde handelt es sich wahrscheinlich um eine Fälschung, jedoch deutet das weitgehend lückenlose Nekrolog des Stifts darauf hin, dass es tatsächlich schon im frühen 11. Jahrhundert bestand. In diesem Nekrolog sind auch Angaben über die Gründer des Stifts, einen Graf Adelhard und dessen Frau sowie auf Ulrich, den 1032 verstorbenen Reichskanzler Heinrichs II. und Konrads. II. Es handelt sich allem Anschein nach um eine Gründung ranghoher Familien aus dem Salierreich.
Aus dieser Zeit ist auch durch Grabungen eine erste Kirche mit Krypta im Westteil der heutigen Kirche nachgewiesen. Um 1025 wurde die heute noch erhaltene Säulenkrypta angefügt.
Um 1200 wurde mit dem Bau der dreischiffigen Basilika begonnen, deren Grundriss bis heute im Wesentlichen besteht. Ursprünglich war sie im Osten durch drei Apsiden abgeschlossen, deren mittlere jedoch bereits um 1230 dem neu errichteten großen Chorturm weichen muss. Möglicherweise diente die Kirche, im Grenzgebiet zweier Bistümer gelegen, auch als Repräsentationsbau und Machtdemonstration des Bistums Speyer gegenüber dem benachbarten Würzburger Bistum. Ihre architektonische Gestalt erinnert – in kleinerem Maßstab – an die des Speyerer Doms. Ein einzelner massiver Pfeiler, der die Reihe der zierlicheren Säulen am südlichen Seitenschiff unterbricht, deutet darauf hin, dass man vielleicht sogar an einen noch größeren Bau und an eine Erweiterung in Richtung Süden gedacht hatte.
Die ältesten erhaltenen echten Urkunden, die den Besitz des Stiftes ausweisen, stammen aus den Jahren 1244 und 1247. 1262 erhielt es eine Satzung vom Speyerer Bischof. Ihr zufolge hatten die Stiftsdamen ein Leben in Keuschheit und Gehorsam, jedoch nicht in Armut zu führen. Die Chorfrauen führten ein religiös geprägtes Leben und hatten unter anderem die Aufgabe, für die verstorbenen Familien zu beten und Seelenmessen zu feiern. Sie waren jedoch keine Nonnen: Das Stift ermöglichte ihnen eine standesgemäße Lebensführung, verbunden mit einer für die damalige Zeit guten, gehobenen Ernährung und anderen Freiheiten. Es handelte sich um eine Art Versorgungsanstalt, eine Pfründe des Adels für Töchter, die beim Erbgang nicht berücksichtigt und nicht verheiratet werden konnten. Die Dotation der Stifts und die sich daraus ergebenden Einnahmen aus Land- und Forstwirtschaft bildeten dafür die wirtschaftliche Grundlage.
Ein Stift benötigte in der damaligen Zeit einen weltlichen Schutzvogt, der seine Rechte nach außen wahrnehmen und verteidigen kann. Diese Schutzvogtei obliegt seit dem 12. Jahrhundert aus ungeklärten Gründen den Familien von Heinriet und den mit ihnen wahrscheinlich verwandten Lichtenbergern. 1357 kaufte sie Eberhard der Greiner den Herren von Lichtenberg ab.

### Von der Reformation bis zum pfälzischen Erbfolgekrieg
1536 führte Ulrich von Württemberg die Reformation in Oberstenfeld ein. Auch das Stift fügte sich dieser neuen Ordnung und wurde 1540 adeliges Fräuleinstift. Damit rettete es sich als Institution, im Gegensatz zu den meisten anderen Frauenklöstern in Württemberg. In unmittelbarer Nachbarschaft kämpfte beispielsweise das Dominikanerinnenkloster in Steinheim vergeblich um seinen Erhalt.
Dennoch war das Verhältnis zwischen dem Stift und dem Herzogtum Württemberg von Spannungen geprägt. Das Stift betrachtete sich als reichsunmittelbar und führte dafür die angebliche Gründungsurkunde in Feld, während Württemberg auf den Kaufvertrag von 1357 pochte und Einflussnahme bei Stellenbesetzungen und bei der Verwaltung der Besitzungen des Stiftes sowie die Entrichtung von Steuern verlangte. Um seine Stellung zu stärken, schloss sich das Stift um 1530 der Reichsritterschaft an und entrichtete an diese seine Steuern. Einen Prozess, der darüber vor dem Reichskammergericht geführt wird, verlor das Herzogtum 1587.
1578 stiftete Wolf von Weiler für die Grabkapelle der Familie von Weiler den Flügelaltar, der sich heute im Ostchor befindet. 1598 wurde das nördliche Seitenschiff erneuert; drei Spitzbogenfenster und das Hochzeitstor wurden eingebaut.
1634, nach der Schlacht bei Nördlingen, flohen alle Stiftsdamen bis auf eine. Anna von Reitzenstein harrte im verlassenen Stift aus, um zu verhindern, dass der Bischof von Speyer das Recht erhielt, es einzuziehen. 1648, am Ende des Dreißigjährigen Krieges, war die Oberstenfelder Bevölkerung auf ein Sechstel geschrumpft. Die Stiftskirche war baufällig, andere Stiftsbauten waren zerstört.
1693 brachten französische Truppen im Pfälzischen Erbfolgekrieg dem Dorf und dem Stift weitere schwere Zerstörungen bei. Es dauerte fast 20 Jahre, bis man wirtschaftlich in der Lage war, die Schäden zu reparieren: Die Kirche erhielt ein neues Dach, der Turm seine bis heute erhaltene Welsche Haube, und 1713 wurden die Konventsgebäude wiederhergestellt.

### Das Stift im 18. und 19. Jahrhundert

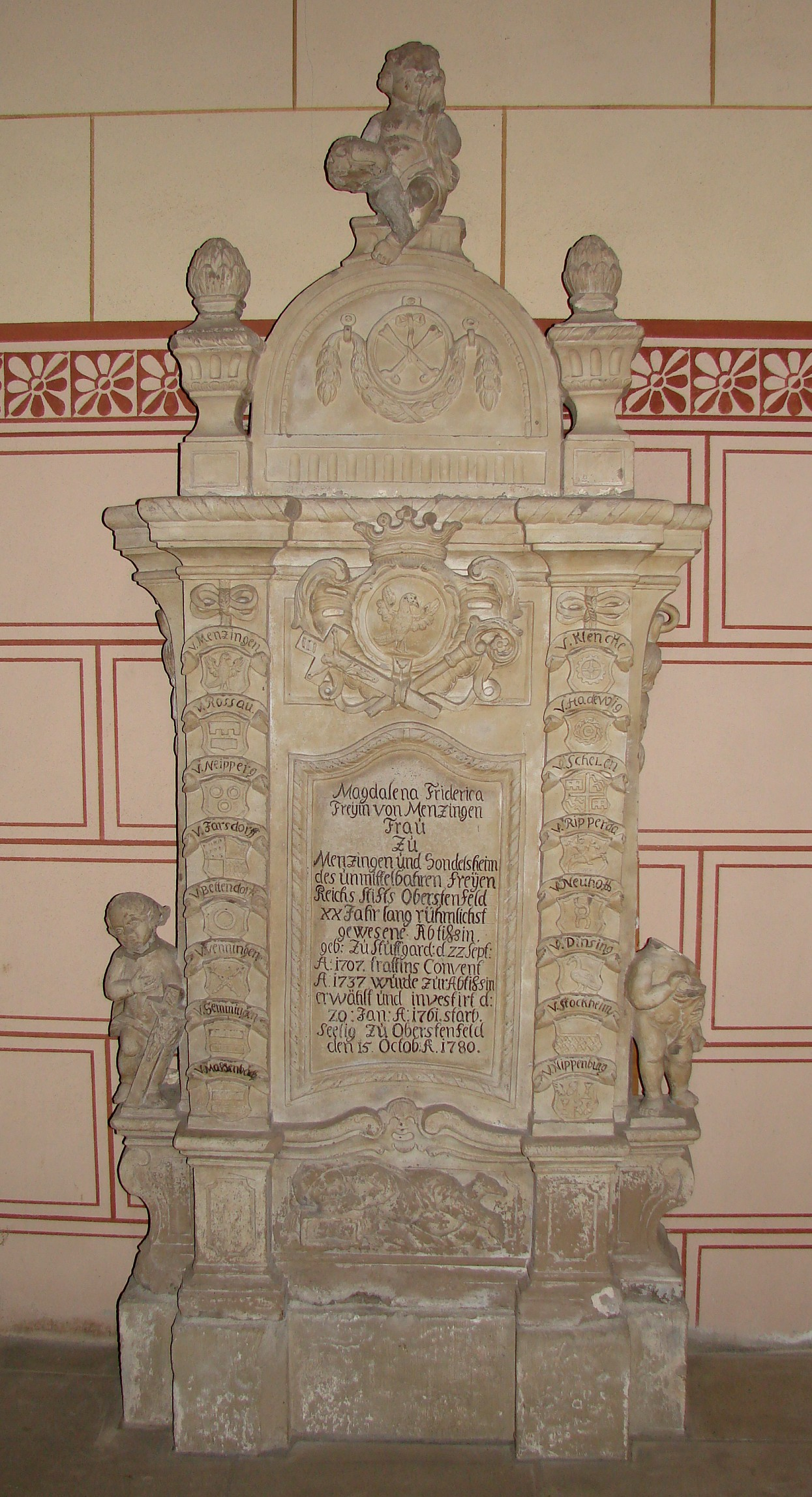
Epitaph für Freiin von Menzingen, Äbtissin 1761–1780

Anfang des 18. Jahrhunderts gelang es dem Herzogtum Württemberg, eine stärkere Einflussnahme auf die Angelegenheiten des Stifts durchzusetzen. Anlass bot 1709 eine umstrittene Äbtissinnenwahl, die mit dem Ausschluss zweier und der Neuaufnahme dreier Stiftsfräuleins endete. Wenige Jahre später kam es zu einem erneuten Prozess zwischen dem Stift und dem Herzogtum, diesmal vor dem Reichshofrat in Wien. Es ging um die Besetzung einer Predigerstelle. Der Prozess endete 1730 mit einem Vergleich, bot Württemberg jedoch in der Folgezeit die Möglichkeit, die Beteiligung an der Äbtissinnenwahl und Einsicht in die Rechnungslegung durchzusetzen.
Mit dem Reichsdeputationshauptschluss von 1803 wurde das Stift mediatisiert und dem Herzogtum Württemberg zugesprochen. Die Äbtissin Caroline Friederike von Weiler (1736–1805) stand dem Stift bis zu ihrem Tod 1805 weiter vor, danach war Prinzessin Katharina von Württemberg bis zu ihrer Heirat Äbtissin des Stifts. Weitere württembergische Prinzessinnen folgten ihr jeweils bis zu ihrer Hochzeit im Amt nach. Die württembergischen Prinzessinnen wohnten jedoch nur selten in den Stiftsgebäuden, so dass dort der Stiftsprediger und ein Förster einquartiert wurden. Erst ab 1860 wurde das Stift wieder verstärkt von Stiftsdamen bewohnt.
Unter Äbtissin Mathilde von Württemberg fand 1888 bis 1891 eine groß angelegte Renovierung der Kirche statt. Barocke Bauelemente am südlichen Seitenschiff werden durch neoromanische Mauern ersetzt. Der Initiative der Äbtissin ist es zu verdanken, dass das barocke Seitenportal von 1735 nicht zertrümmert, sondern weiter nach hinten versetzt wurde und somit erhalten blieb. Auch im Inneren der Kirche wurden, dem damaligen Zeitgeschmack entsprechend, neuromanische und neugotische Stilelemente eingezogen. Die Ölfarbe an den Seitenwänden und den Säulen wurde entfernt, der rohe Sandstein wieder herausgearbeitet. Kanzel, Taufstein und Altar wurden erneuert.

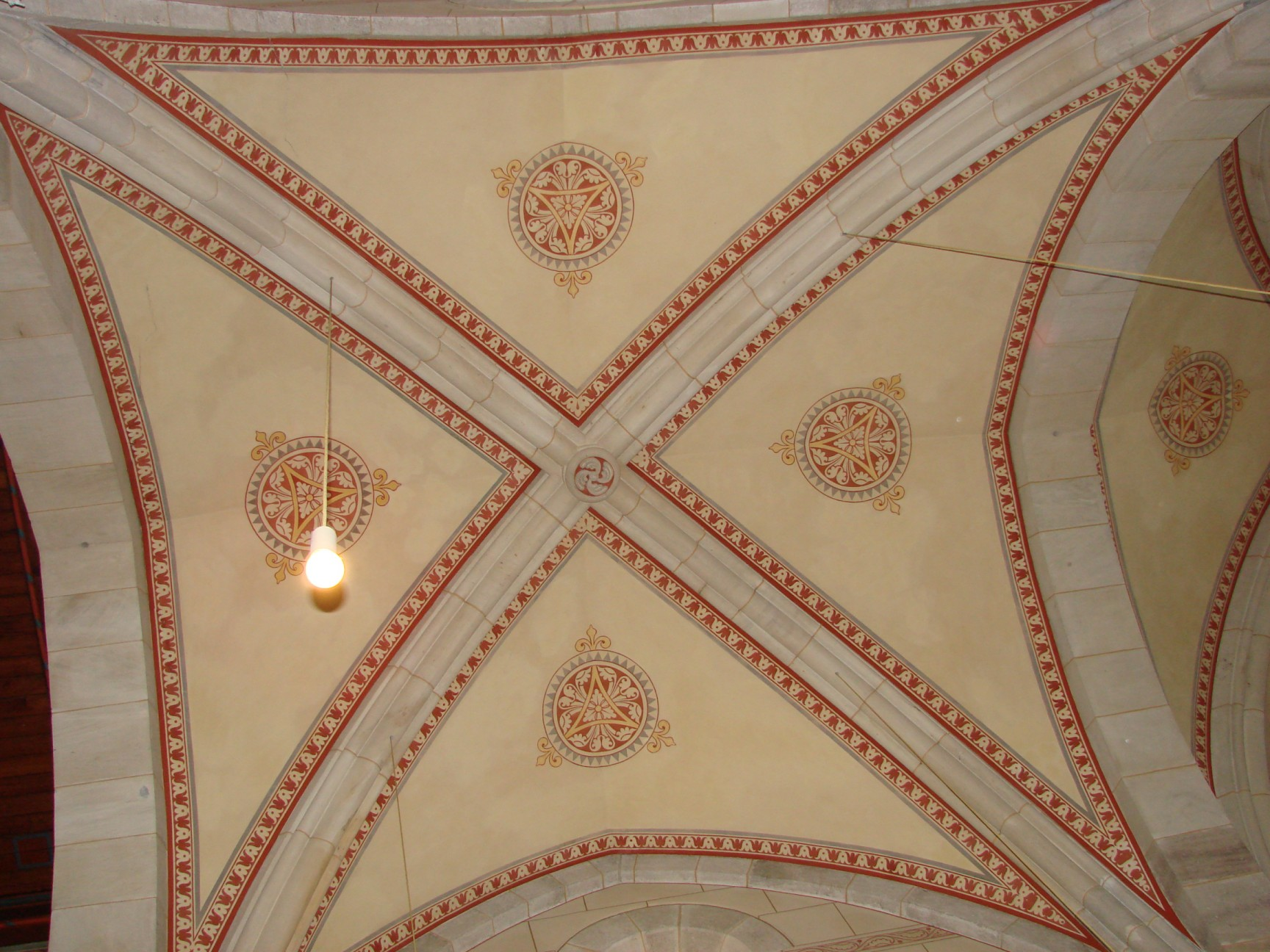
Gewölbevierung

 Über dem Altarchor wurde ein Kreuzgewölbe errichtet. Ein Foto von 1866 von Jakob August Lorent zeigt über dem Chor eine flache Decke, die Gewölberippen oberhalb der Seitenpfeiler brechen nach wenigen Metern mitten in der Neigung jäh ab. Man glaubte bis vor wenigen Jahren, es mit einer Behelfsdecke und einer notdürftigen Reparatur von Schäden aus den Kriegen des 17. Jahrhunderts zu tun zu haben. Die ursprünglichen Holzdecken seien damals wohl abgebrannt. Dendrochronologische Untersuchungen in jüngster Vergangenheit ergaben jedoch, dass die Holzdecke aus dem 13. Jahrhundert original erhalten geblieben ist.
Die Ausmalung der Kirche im Stil des Historismus stammt vom Nürnberger Künstler Johann Georg Loosen. Im Westen wurde eine Orgelempore mit einer Orgel der angesehenen Ludwigsburger Werkstatt Walcker eingefügt.

### Die neuere Vergangenheit
Nach dem Tod der Mathilde von Württemberg 1913 wurde die Gräfin von Pückler-Limburg die letzte Äbtissin des Stifts, bevor dieses 1920 als Vorrecht des Adels aufgehoben wurde – seine Geschichte als Stift im Sinne seines Gründungszwecks war damit zu Ende.
Im Zweiten Weltkrieg blieb die Kirche von Zerstörungen verschont. 1986 bis 1989 wurde die Kirche abermals gründlich renoviert. Die stilistischen Veränderungen aus dem 19. Jahrhundert blieben dabei bestehen, da sie ihrerseits schon wieder historischen Charakter trugen. Das Stiftsgebäude kam 1989 in den Besitz der Gemeinde Oberstenfeld, wurde ebenfalls von Grund auf renoviert und mit altengerechten Wohnungen ausgestattet.

## Die Stiftskirche heute
Der Mediatisierungsbeschluss von 1803 wirkt bis heute: Zuständig für den Kirchenbau ist das Land Baden-Württemberg als Rechtsnachfolger des Herzogtums, und nicht die evangelische Kirche. Die Kirchengemeinde feiert jedoch in den warmen Monaten von Mai bis Anfang Oktober ihre Gottesdienste in der Stiftskirche. In den Wintermonaten ist die Kirche schlecht beheizbar, außerdem greift der Betrieb der vorhandenen Bankheizung die Bausubstanz an. Deshalb weicht man in dieser Zeit in die unmittelbar benachbarte kleinere  Fleckenkirche aus.

## Architektur und Kunst der Stiftskirche

### Turm
Der Turm wurde um 1230 an die kurz zuvor fertiggestellte Kirche als Chorturm angefügt. Auffällig ist das Obergeschoss mit seiner schiefergedeckten „Welschen Haube“, die erst im 17. Jahrhundert aufgesetzt wurde. Die vier Seiten wurden alle unterschiedlich behandelt. Obwohl die Fenster einander ähneln, unterschieden sie sich in Anzahl und Gestaltung. Bevorzugt ausgeschmückt wurde die östliche, der aufgehenden Sonne zugewandte Seite. Hier findet sich eine lebhafte senkrechte und waagerechte Gliederung des Mauerwerks durch Ornamentbänder und gemauerte Löwenköpfe auf einem Fenstersims.

### Kirchenhaus

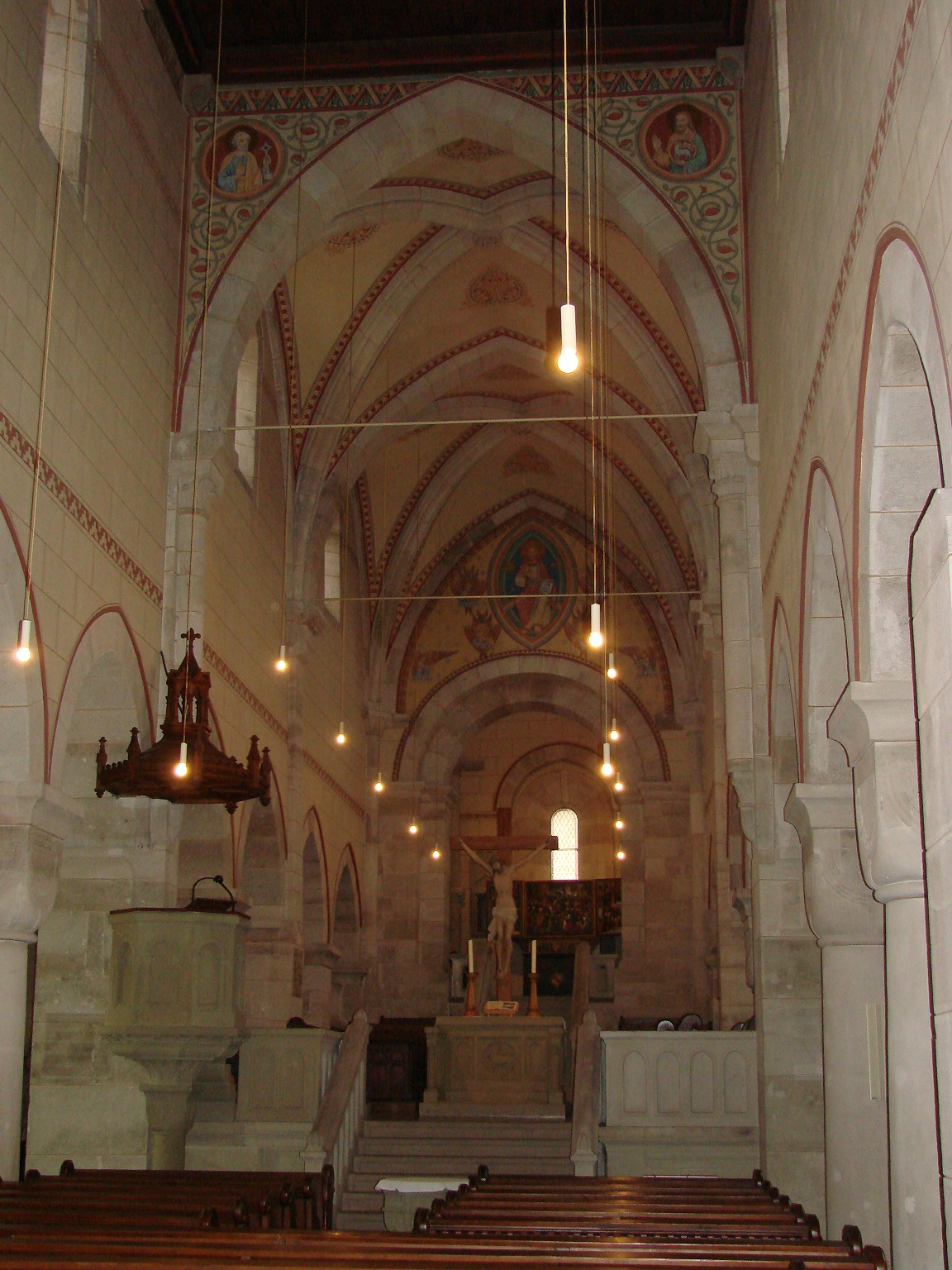
Blick ins Kirchenhaus

Der Kirchenbau ist eine typische romanische Basilika mit einem hohen Mittelschiff und zwei niedrigeren Seitenschiffen. Das südliche Seitenschiff, das einen sehr einheitlichen und ruhigen Eindruck macht, ist ein Ergebnis der Renovierungsarbeiten im 19. Jahrhundert: Die Fenster aus der Gotik und der Renaissance und das Barockportal gefielen nicht mehr und wurden durch neoromanische Elemente ersetzt. Das südliche Seitenschiff wird im Osten von der einzigen noch erhaltenen Apsis der Kirche abgeschlossen.
Der Bau besteht aus Keupersandstein aus der näheren Umgebung, nämlich von der östlichen Kante des Bottwartals.
Die Fenster im nördlichen Seitenschiff wurden im nachempfundenen gotischen Stil Ende des 16. Jahrhunderts eingefügt.
Außergewöhnlich ist im Inneren der zweiteilige Chor: Unterhalb der großen Gewölbevierung gelangt man zunächst über einige Stufen zum Vorchor, auf dem sich der Altar befindet. Dahinter kommt ein nochmals erhöhter Turmchor.
Die Säulen, die das Mittelschiff von den Seitenschiffen abgrenzen, lasten auf einer attischen Basis. Eine dieser Säulen, seitlich des Altarchors im nördlichen Seitenschiff, ist mit einem schön gearbeiteten zweifachen Sporn versehen: Zwei Widderköpfe am Fuß der Säule erinnern an den Sündenbock, der als Sühneopfer für die Schuld der Menschen hinhalten muss.
Die Würfelkapitelle sind teilweise schlicht, teilweise mit Figuren und Ornamenten verziert. Diese bieten ebenfalls Raum für mannigfache Interpretationen. Das prächtigste dieser Kapitelle, südlich des Altars, könnte beispielsweise die vier Evangelisten darstellen. Aus ihren Mündern strömen verzierte, diamantierte Bänder, die in Pflanzenornamenten münden. Eine mögliche Interpretation könnte die Fruchtbarkeit sein, die sich aus dem Wort Gottes ergibt. Man geht davon aus, dass die Vielfalt der Interpretationsmöglichkeiten beabsichtigt war, und spricht von einem Predigtkapitell.
Die Ausmalung im vorderen Spitzbogen zeigt links den Petrus Apostel Petrus mit dem Kirchenschlüssel, rechts Johannes den Täufer mit dem Lamm. Im hinteren Bogen ist Christus, der Weltenrichter, in der Mandorla zu sehen – ein typisches Motiv der romanischen sakralen Malerei. Ihn umgeben Löwe, Stier, Mensch und Adler als Sinnbilder der vier Evangelisten.

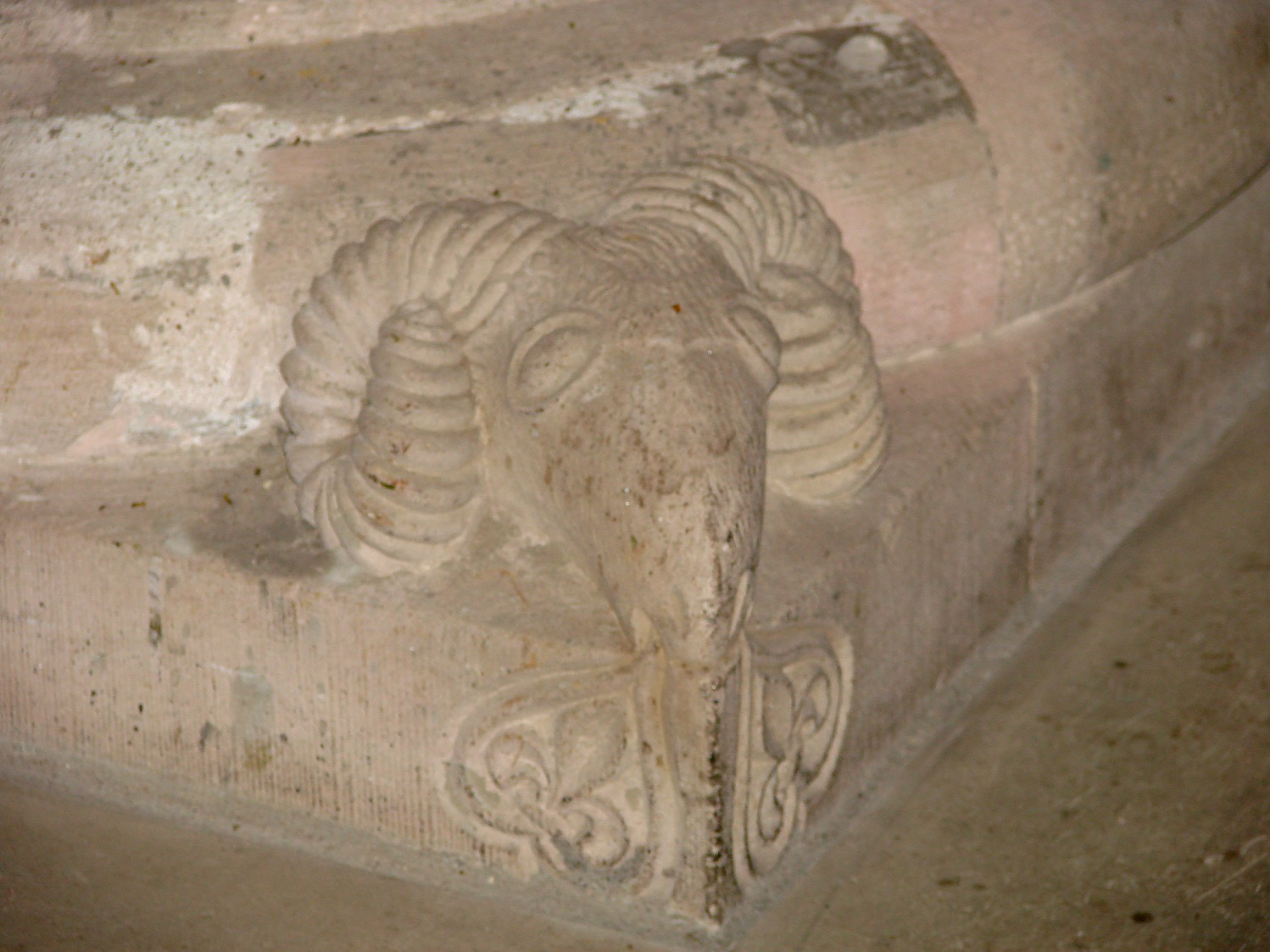
Sporn an einem Säulenfuß (Sündenbock)
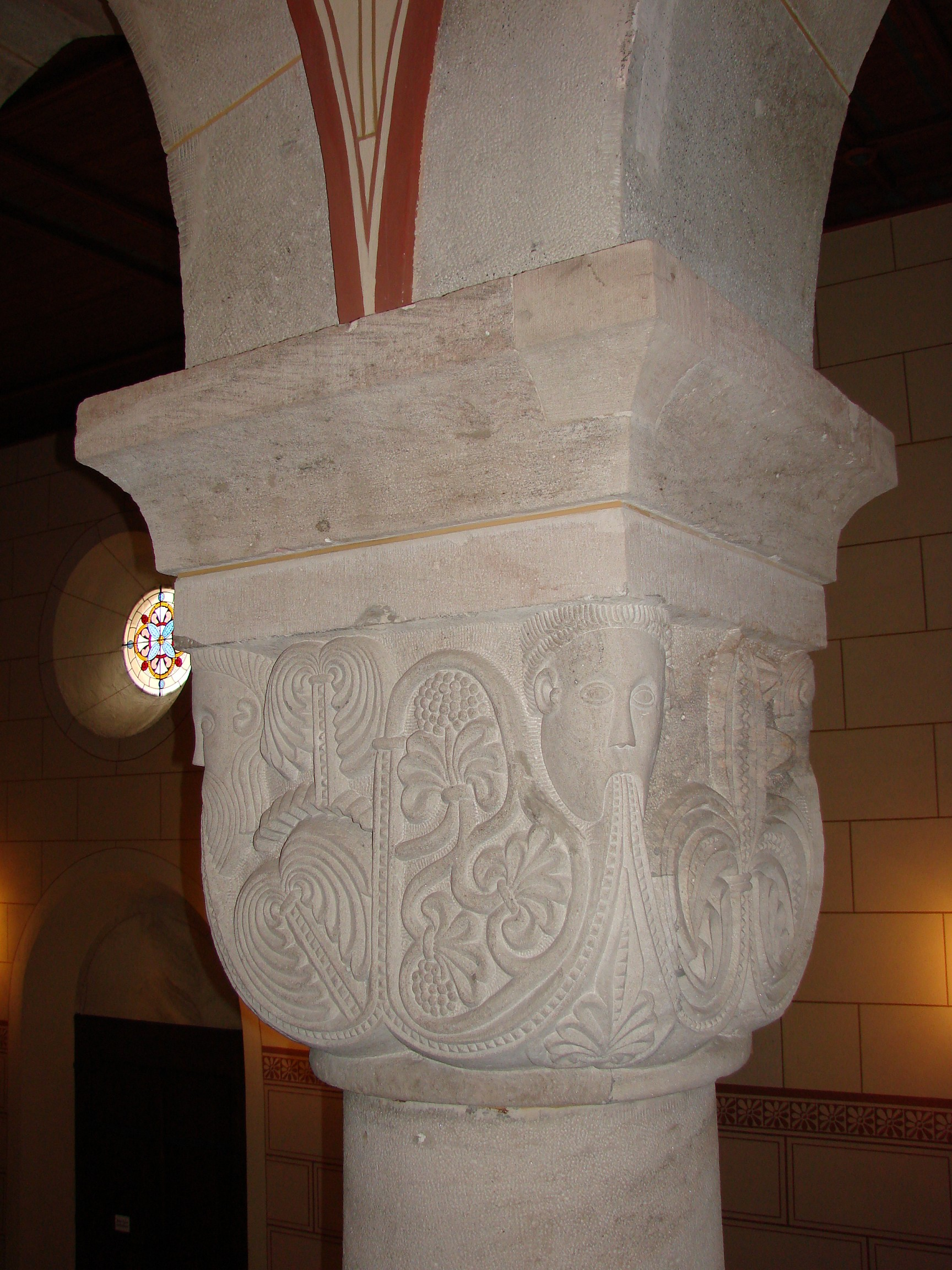
Predigtkapitell mit Blattmaske
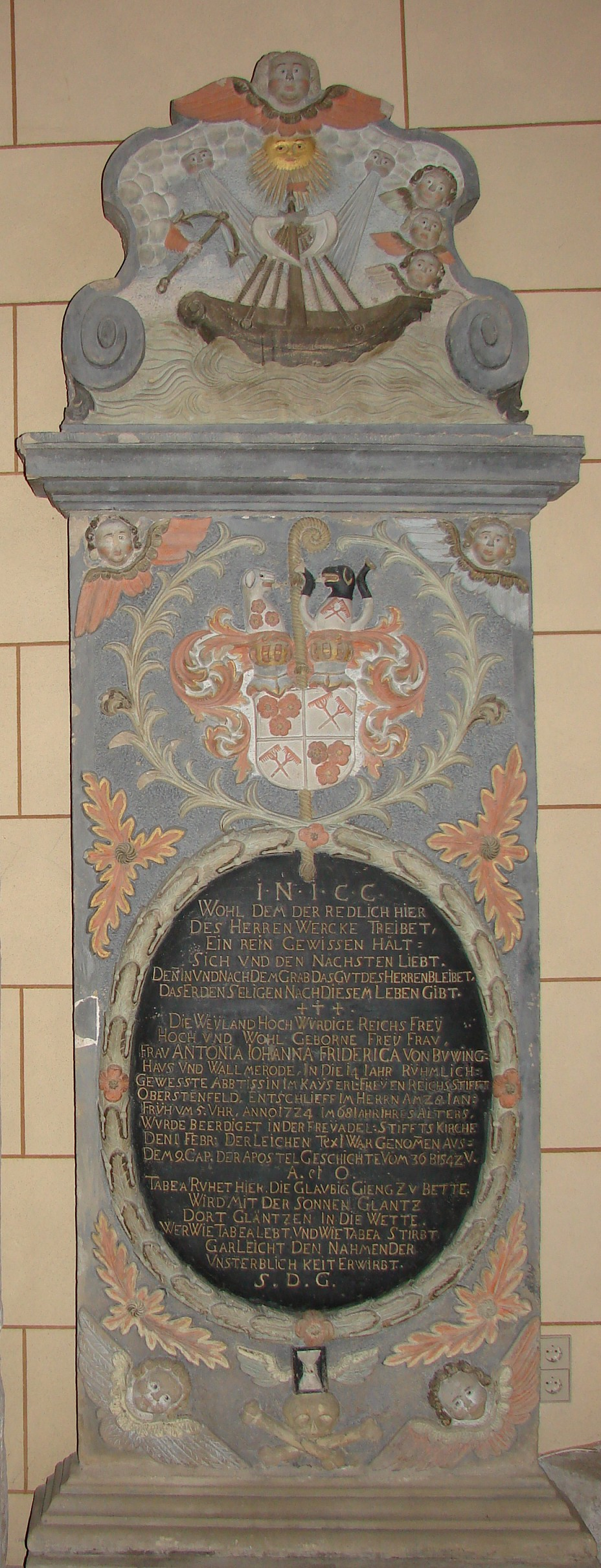
Epitaph für Freifrau von Buwinghaus im Turmchor

### Turmchor
Der Turmchor wird fast ganz vom Flügelaltar ausgefüllt. In der Wand rechts hinter dem Flügelaltar sind zwei Nischen in die Wand eingearbeitet. Sie stammen von 1414. Die rechte und diente als Sakramentshäuschen, die linke zum Reinigen von liturgischen Gerätschaften. Zwischen den Spitzbögen oberhalb der Nischen ist Johannes der Täufer dargestellt.
Das mit Schnitzwerk verzierte Chorgestühl aus Eichenholz stammt ungefähr aus der gleichen Zeit wie diese Nischen.
Das farbenprächtigste der zahlreichen Epitaphien der Stiftskirche befindet sich ebenfalls im Turmchor: Der barocke Gedenkstein für Freifrau Antonia Johanna Friderica von Buwinghaus und Wallmerode. Neben der lebhaft-heiteren Gestaltung ist ein schwärmerisches Kurzgedicht in der Inschrift bemerkenswert, das die Verstorbene unter dem Namen Tabea würdigt.

### Passionsaltar

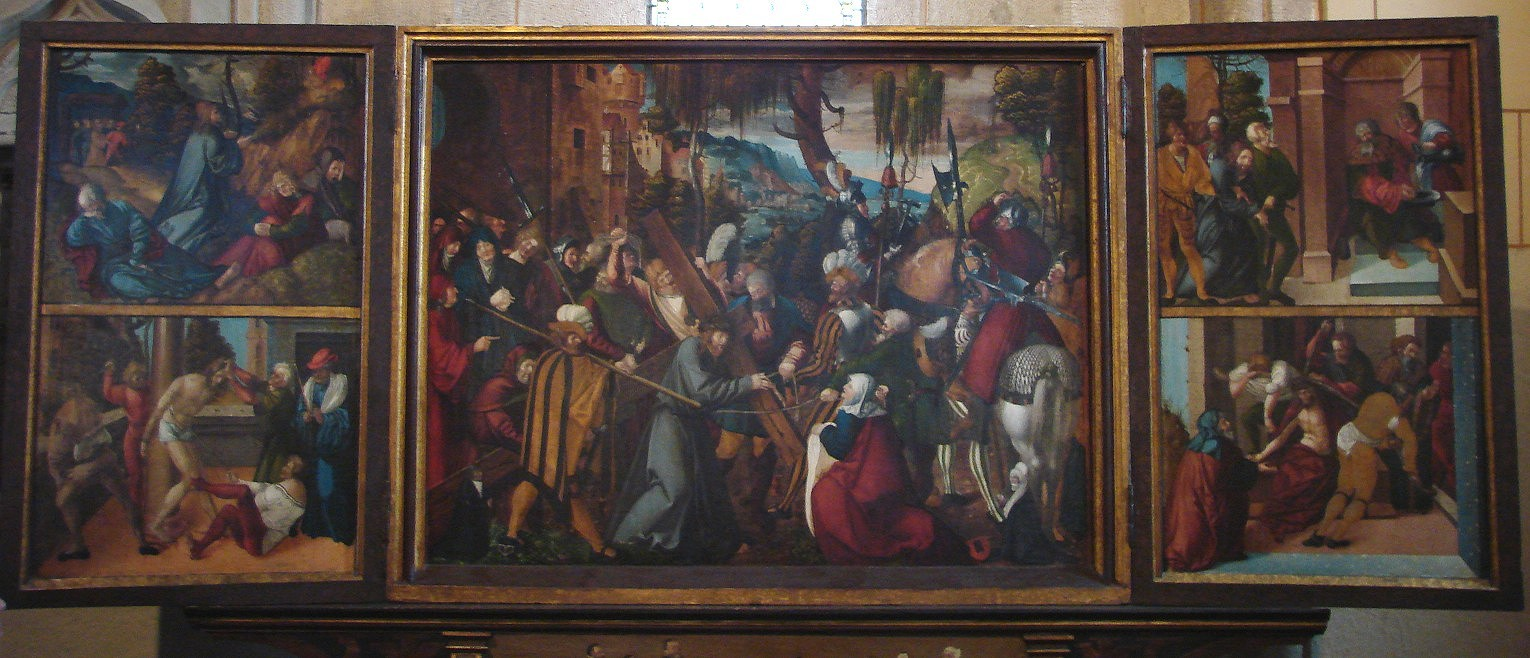
Altarbild

Der Flügelaltar von 1512 im Turmchor wurde ursprünglich von Stephan Schreiber und seiner Frau Adelheid aus Kirchheim unter Teck für die Kartause Güterstein bei Bad Urach gestiftet. Die querrechteckige Mitteltafel des Altars zeigt eine vielfigurige Kreuztragungsszene, in deren unteren Ecken das ursprüngliche Stifterpaar dargestellt ist. Die Flügelinnenseiten des Altars sind mit vier weiteren Szenen aus der Passionsfolge bemalt: Christus am Ölberg, Geißelung Christi, Christus vor Pilatus und Dornenkrönung. Auf den Flügelaußenseiten, d. h. auf der Werktagsseite, sind links der hl. Stephan und eine Anna selbdritt, rechts die Heiligen Katharina und Adelheid von Burgund dargestellt. Die vor den Heiligen knienden Stifter sind abermals die ursprünglichen Stifter von 1512, die Heiligen Stephan und Adelheid sind ihre Namenspatrone. Im Jahr 1578 wurde der Altar von Wolf von Weiler für die Weiler'sche Kapelle in der südöstlichen Apsis erworben. Die heutige Predella stellt ihn im Kreise seiner Familie dar, während die ursprüngliche Predella den dargestellten Passionszyklus mit einem Schmerzensmann oder einer Szene der Grablegung abgeschlossen haben könnte. Die zentrale Szene der Passion, die Kreuzigung Christi, wird im heute fehlenden Gesprenge des Altars vermutet.
Der Altar trägt vor allem Stilelemente der frühen Renaissance. Stilistisch und motivisch nimmt der Altar Bezug auf die Nachfolge von Albrecht Dürer und den fränkischen Malerkreis. Die kleinen Passionsszenen auf den Innenflügeln gehen wohl auf Holzschnitte von Hans Schäufelin um 1507 zurück, während die Landschaftshintergründe und das Buschwerk an die Malweise von Hans Baldung und Albrecht Altdorfer angelehnt sind. Als ausführender Maler wird der Kirchheimer Meister Wolfgang Bretzger vorgeschlagen.

### Krypten

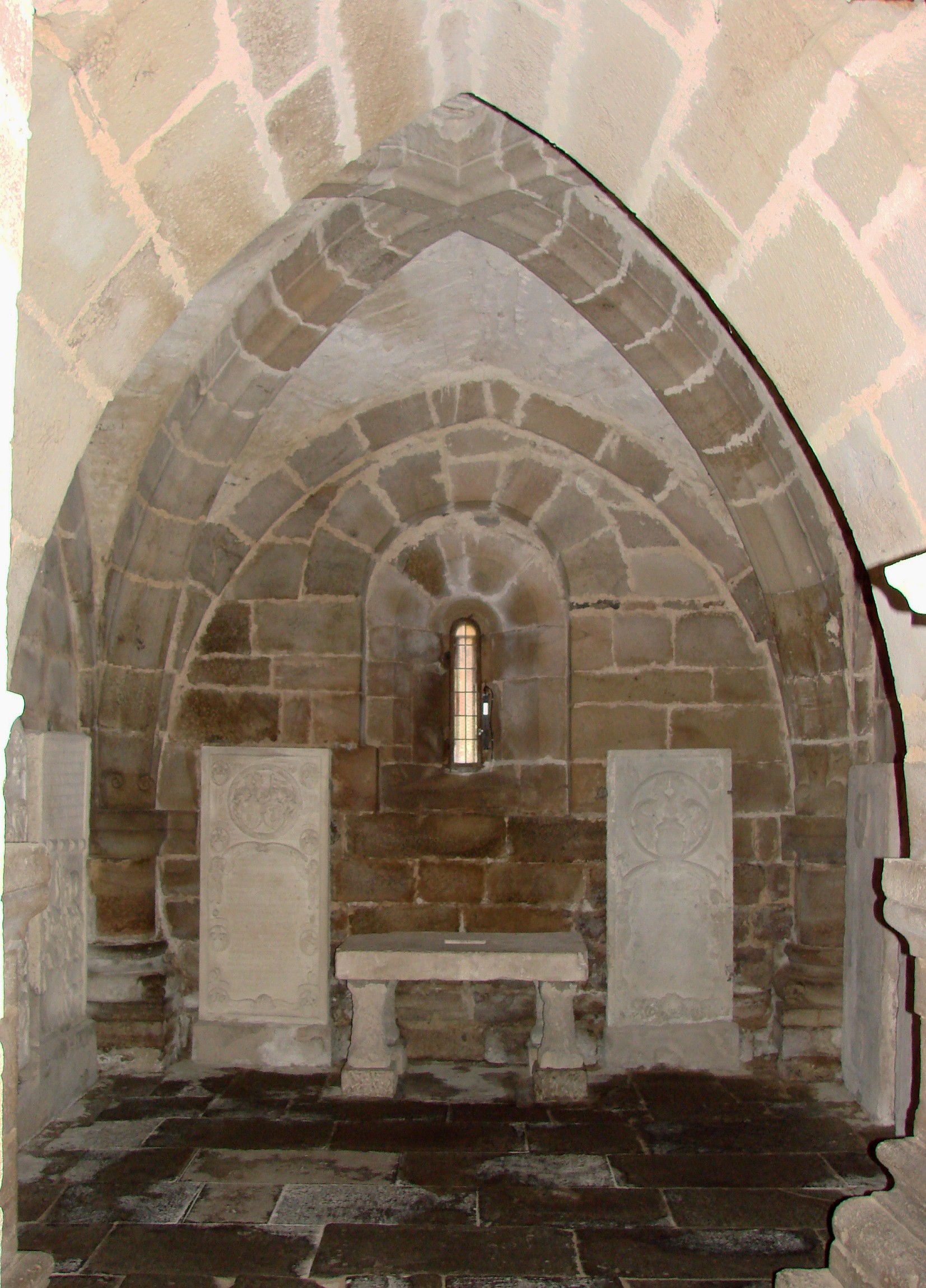
Turmkrypta

Die um 1025 erbaute Säulenkrypta ist der älteste erhaltene Teil der Kirche. Sie wurde wohl wegen ihrer Bedeutung als Grablege an zentraler Stelle in den Neubau Anfang des 13. Jahrhunderts eingebettet. Wahrscheinlich waren dort die Stifter beigesetzt. Es handelt sich um eine typische Hallenkrypta der Salierzeit, mit drei gleich hohen Schiffen und einheitlich gestalteten Gurtbögen, deren Stärke von den Kapitellen zur Mitte zunimmt.
Der Zugang erfolgt heutzutage von der Seite her. Vor dem ehemaligen zentralen Zugang steht der romanische Taufstein. Er wurde bei der Renovierung von 1888 bis 1891 aus dem Haupthaus nach unten verlegt.
Durch die romanische Krypta gelangt man in die gotische Turmkrypta, den untersten Raum des um 1230 erbauten Turms. Diese Gewölbekrypta ist wesentlich höher als die romanische Säulenkrypta und dient somit als Basis für den hohen Turmchor. Die Kreuzrippen des Gewölbes lasten unten am Fuß auf Dämonenfiguren. Somit trägt das Dämonische, ganz nach unten verbannt, die gesamte Last des Kirchturms, und wird gezwungen, dem guten Werk zu dienen – ein typisches Motiv im gotischen Kirchenbau.
Der schwere steinerne Altartisch in der Turmkrypta stand ursprünglich oben im Turmchor.
Beide Krypten beherbergen eine große Zahl von Epitaphien aus einer Reihe von Epochen.

## Weitere Quellen
1. ↑  Mündlicher Vortrag der Mesnerin vor Besuchern aus Großbottwar am 29. Oktober 2006
2. ↑  Mündlicher Vortrag des Gemeinderates Werner Lämmle anlässlich einer Führung des Tourismusverbandes Marbach-Bottwartal am 18. Februar 2007
3. ↑  Ernst Schedler: Joh. Georg Loosen in der Stiftskirche Oberstenfeld. In: Gemeinde Oberstenfeld (Hrsg.): Mitteilungsblatt für Oberstenfeld, Gronau und Prevorst  Nr. 7/2018 S. 4–6.